# Мюдівська балка
Мюдівська балка — ботанічний заказник місцевого значення. Об'єкт розташований на території Бобринецького району Кіровоградської області, поблизу с. Мюдівка.
Площа — 15 га, статус отриманий у 2003 році.